# Wirbelwind aus Paris

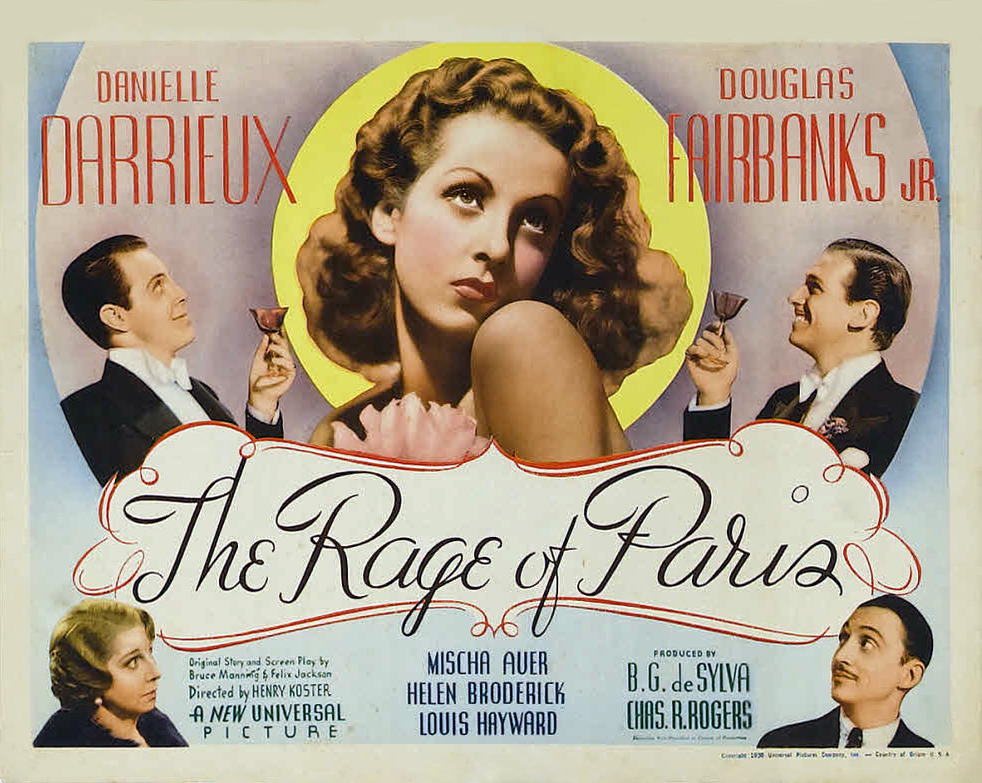

Wirbelwind aus Paris (auch bekannt als Die flotte Pariserin; Originaltitel: The Rage of Paris) ist eine US-amerikanische Screwball-Komödie von Henry Koster aus dem Jahr 1938.

## Handlung
Die junge, hübsche Französin Nicole sucht in New York City ihr Glück, ist jedoch schon seit Monaten vergeblich auf der Suche nach Arbeit. Eines Tages schleicht sie sich in eine Modelagentur, wo sie sich die Adresse des Klienten Jim Trevor ergaunert. Allerdings hat sie zwei verschiedene Aufträge miteinander verwechselt und Jim Trevor zeigt sich sichtlich verdutzt, als Nicole sich in seinem Büro auszieht und ihn für einen Fotografen hält. Als sie schließlich die Verwechslung bemerkt, stürmt sie ärgerlich und beschämt aus Jims Büro.
Da Nicole sich mit ihrer Miete im Verzug befindet, sperrt ihre Vermieterin sie aus ihrem Zimmer. Sie erhält Hilfe durch ihre lebenskluge Freundin Gloria, welche die fällige Miete für sie bezahlt. Gloria war früher ein von Millionären begehrtes Showgirl, doch heiratete sie aus Liebe schließlich einen armen Mann, der später im Gefängnis landete. Um Nicole vor demselben Ärgernis zu bewahren, will Gloria sie auf der Suche nach einem reichen Ehemann unterstützen. Gloria bittet ihren Freund Mike, den Oberkellner im Luxushotel Savoy Grand, um Hilfe. Er kann Nicole aber leider keine freie Stelle im Hotel anbieten. Mike bemerkt, dass er sich bereits 3000 Dollar zusammengespart habe, um endlich sein eigenes Restaurant eröffnen zu können, doch braucht er noch weiteres Geld dafür. Gloria kann Mike überzeugen, ihr die 3000 Dollar zu überlassen, damit sie sich mit Nicole im Hotel einmieten kann: Wenn Nicole mit ihrer Schönheit erst einmal einen reichen Ehemann gefunden habe, sei die Eröffnung von Mikes Restaurant auch kein Problem mehr.
Ihr Opfer ist der Millionenerbe Bill Duncan, dessen Familie nach Angaben von Mike „halb Kanada“ gehört. Nicole mietet sich mit ihrer angeblichen „Tante“ Gloria gegenüber von Duncan ein und gibt vor, sie käme aus angesehener französischer Familie. Schnell verliebt sich Bill in die junge Frau, doch ist sein Freund ausgerechnet Jim Trevor, der Nicole noch bestens von ihrer peinlichen Modelgeschichte kennt. Jim versucht Duncan glaubhaft zu machen, dass es sich bei Nicole um eine Betrügerin handelt. Allerdings haben sich die Freunde in der Vergangenheit mit einigen Tricks die jeweiligen Freundinnen bestohlen, weshalb Bill ihm keinen Glauben schenkt. Jim erpresst Nicole dazu, mit ihm ein Abendessen zu nehmen, bei welchem sie vor den Augen von Jims Butler Rigley ihren Plan gesteht. Jim eilt davon, um Duncan mit dieser Information zu überzeugen, und weist Rigley an, dass er Nicole bewachen solle. Die kann allerdings mit ihrem Charme Rigley austricksen und erreicht noch vor Jim den weiterhin ahnungslosen Bill. 
Bill Duncan erwägt mittlerweile eine Verlobung und stellt bei einer Feier Nicole seiner Familie vor. Überraschend erscheinen auch Jim und Rigley, die Nicoles Schwindeleien aufdecken wollen. Bill ist immer noch nicht überzeugt und schlägt seinen Freund nieder. Nicole ist über diese Eskalation bestürzt und bietet Jim an, alles gegenüber Bill zu gestehen. Doch Jim hält das nur für einen weiteren Trick. Nicole folgt ihm in sein Auto, woraufhin er sie kurzerhand entführt und in sein abgelegenes Landhaus außerhalb von New York bringt. Der dortige Hausverwalter Pops hält Nicole für Jims neue Frau. Trotz oder gerade wegen ihrer Streitereien kommen beide sich langsam näher. Nicole gesteht Jim, dass sie sich in ihn verliebt hat, doch er fragt nur, wann sie herausgefunden habe, dass er noch mehr Geld als Bill habe. Die enttäuschte Nicole schleicht sich davon und kehrt per Anhalter nach New York zurück.
Inzwischen hat Bill herausgefunden, dass Nicole über ihre Herkunft geschwindelt hat, und sorgt sich, dass sie ihn in Schwierigkeiten bringen könnte. Mike verspricht Bill, dass er Nicole schnell und ohne Skandal wieder zurück nach Frankreich bringen könne, wenn er für seinen Dienst 5000 Dollar bekomme. Mit diesem Geld kann Mike endlich sein Restaurant eröffnen, natürlich mit Unterstützung von Gloria. Nicole nimmt dagegen ein Schiff nach Frankreich, wo sie weiter nach einem reichen Ehemann suchen will. Doch sie weiß nicht, dass der sich bereits auf dem Schiff befindet: Jim hat seine Liebe zu Nicole endlich erkannt und schließt sie in die Arme, während Rigley eilig nach dem Kapitän sucht, damit sie heiraten können.

## Hintergrund
Danielle Darrieux galt zum Zeitpunkt der Dreharbeiten bereits als Filmstar in Frankreich und hatte durch ihre Hauptrolle in Anatole Litvaks Kostümfilm Mayerling (1936) auch das Interesse von Hollywood erweckt. The Rage of Paris bildete das amerikanische Filmdebüt von Danielle Darrieux, mit welchem sie auch in Hollywood zum Star gemacht werden sollte. Das im Vergleich zur französischen Filmindustrie stark reglementierte und auch ins Privatleben hineingehende Arbeiten in Hollywood störte sie allerdings, ebenfalls hatte sie Sehnsucht nach ihrer Familie. Sie löste daher direkt nach The Rage of Paris ihren Studiovertrag auf und kehrte nach Ende der Dreharbeiten nach Frankreich zurück, wo sie ihre Filmkarriere erfolgreich fortsetzte. Ihre nächste Hollywood-Rolle übernahm sie erst wieder 1951 in Rich, Young and Pretty als Mutter von Jane Powell.

## Synchronisation
Die deutsche Synchronfassung für Wirbelwind aus Paris entstand 1981 im Auftrag der ARD im Studio Hamburg.
| Rolle               | Schauspieler             | Dt. Synchronstimme |
| ------------------- | ------------------------ | ------------------ |
| Nicole              | Danielle Darrieux        | Rebecca Völz       |
| Jim Trevor          | Douglas Fairbanks junior | Volker Brandt      |
| Mike, Oberkellner   | Mischa Auer              | Eberhard Storeck   |
| Bill Duncan         | Louis Hayward            | Lutz Mackensy      |
| Gloria              | Helen Broderick          | Karin Lieneweg     |
| Rigley, Jims Butler | Charles Coleman          | Helmut Ahner       |

## Auszeichnungen
Bei den Internationalen Filmfestspielen von Venedig 1938 war Wirbelwind der Liebe als Bester ausländischer Film nominiert. Zwar ging er in dieser Kategorie leer aus, wurde allerdings mit einer „speziellen Empfehlung“ (special recommendation) ausgezeichnet.

## Kritiken
Variety schrieb im Jahr 1938, Wirbelwind aus Paris sei ein erfolgreicher Versuch, die Karriere von Dannielle Darrieux – die „ein junger französischer Star von ungewöhnlicher Schönheit und Charme“ sei – voranzubringen. Der Film biete einige exzellente Sequenzen, beispielsweise die Eingangsszene, in der Darrieux ihren Filmpartner Fairbanks für einen Fotografen halte. Der All Movie Guide gab dem Film mit dem Abstand einiger Jahrzehnte vier von fünf Sternen: Es sei trotz kleinerer Schwächen eine schöne und charmante Komödie, die größere Bekanntheit verdienen würde. Neben Darrieux und Fairbanks würden auch die Nebendarsteller Hayward, Auer und Broderick überzeugen können. Außerdem hob der All Movie Guide die schönen Kostüme und die „gut getroffene“ Regiearbeit hervor.